# Clase Lion
La clase Lion fue una serie inconclusa de cuatro acorazados encargados por la Marina real británica, dos de ellos puestos en grada y ninguno completado. Eran una revisión de los acorazados de la clase King George V, y su misión, era  reemplazar a los clase Revenge que databan de la Primera Guerra Mundial.

## Diseño agrandado
La elección de un armamento principal de 355 mm y una mezcla de torretas dobles y cuádruples en la clase King George V, se había debido a la adhesión al segundo tratado naval de Londres, el cual, limitaba el desplazamiento estándar de los buques capitales a 35 000 t y el tamaño de su artillería principal a 355 mm. Los clase Lion eran una versión agrandada, debido a que el Nuevo tratado, permitía hasta 45 000 t y armamento de hasta 406 mm. Fueron diseñados para desplazar entre 40.500 y 42.500 t estándar, y portar nueve cañones de 406 mm en tres torres triples, al igual que los acorazados de la clase Nelson de 1925, aunque , aunque tanto los cañones, como las torretas, eran nuevos diseños.

## Construcción
Se planeó la construcción de cuatro buques. Los dos primeros, Lion y Temeraire, fueron puestos en grada a mediados de 1939. Sin embargo, tras el comienzo de la Segunda Guerra Mundial, la construcción, fue primero suspendida, ya que se consideró que la finalización de su construcción, sería posterior a la del conflicto, y posteriormente, en octubre de 1940 cancelados al considerarse más importante que la industria naval, se concentrase en la construcción de otros buques estratégicamente más importantes, como los distintos tipos de escoltas y portaaviones. Los dos cascos parcialmente completos, fueron desguazados entre 1942 y 1943.
Únicamente dos acorazados, fueron completados tras la Segunda Guerra Mundial; el británico HMS Vanguard y el francés  Jean Bart. La construcción del Jean Bart fue interrumpida durante la caída de Francia en 1940, y el Vanguard fue diseñado durante la guerra para aprovechar las cuatro torres retiradas de los dos clase Glorious durante su conversión de crucero de batalla a Portaaviones durante la década de 1920.

## Los buques

### Lion(27)
- Vickers Armstrongs, Walker, Newcastle upon Tyne, ordenado el  21 de febrero de 1939, puesto en grada el 4 de julio de 1939

### Temeraire(36)
- Cammell Laird & Company, Birkenhead ordenado el  21 de febrero de 1939, puesto en grada el 1 de junio de 1939

### Conqueror(45)
- John Brown & Company, Clydebank, ordenado el 16 de agosto de 1939

### Thunderer(49)
- Fairfield Shipbuildeng & Engeneereng Company, Govan, ordenado el 16 de agosto de 1939